# Huta (powiat radomszczański)
Huta – osada w Polsce położona w województwie łódzkim, w powiecie radomszczańskim, w gminie Kamieńsk.
W latach 1975–1998 miejscowość administracyjnie należała do województwa piotrkowskiego.